# Cecidomyiaceltis deserta
Cecidomyiaceltis deserta är en tvåvingeart som beskrevs av William Hampton Patton 1897. Cecidomyiaceltis deserta ingår i släktet Cecidomyiaceltis och familjen minerarflugor. Inga underarter finns listade i Catalogue of Life.